# Aedes alboscutellatus
Aedes alboscutellatus é um espécie de mosquito do género Aedes, pertencente à família Culicidae.